# Église Saint-Saturnin de Saint-Saturnin-de-Lenne
Pour les articles homonymes, voir Église Saint-Saturnin.
L'église Saint-Saturnin de Saint-Saturnin-de-Lenne est une église catholique située dans la commune de Saint-Saturnin-de-Lenne, dans le département de l'Aveyron en région Occitanie.
Elle fait l'objet d'un classement au titre des monuments historiques depuis le 8 février 1924.

## Localisation
L'église est située dans le département français de l'Aveyron, sur la commune de Saint-Saturnin-de-Lenne.

## Historique
L'édifice est classé au titre des monuments historiques en 1924.